# Brigade départementale de renseignements et d'investigations judiciaires
La Brigade départementale de renseignements et d'investigations judiciaires (BDRIJ), anciennement BDRJ (Brigade départementale de renseignements judiciaires), est une unité de la Gendarmerie nationale française chargée de centraliser, d'orienter, de diffuser et d'exploiter les fichiers nationaux concernant les personnes et les véhicules recherchés et d'effectuer des rapprochements judiciaires au profit des unités. Il en existe une par Groupement.
Elles sont en outre chargées du contrôle de la remontée des statistiques émanant des unités de la gendarmerie départementale.
Les BDRIJ sont des unités de recherches à part entière, en pleine mutation, bien qu'une grosse partie de leur activité soit centrée sur la gestion des statistiques de la délinquance. Elles se trouvent sous le commandement direct des Commandants de Groupements et généralement aussi des officiers adjoints chargés de la police judiciaire (OAPJ). Elles sont généralement structurées en plusieurs cellules : une cellule d'information et de rapprochements judiciaires (CIRJ), une cellule d'investigations criminelles, une cellule d'appui judiciaire (CAJ), une cellule d'observation et de surveillance (CDOS) et quelques fois une cellule de lutte contre le travail illégal et les fraudes (CeLTIF).

## Sources
Service historique de la défense
Préfecture des Yvelines
Préfecture de la Somme